# Joseph Arshad
Joseph Arshad (ur. 25 sierpnia 1964 w Lahore) – pakistański duchowny katolicki, biskup Islamabadu-Rawalpindi od 2018, od 2017 arcybiskup ad personam.

## Życiorys
1 listopada 1991 otrzymał święcenia kapłańskie. W 1995 rozpoczął przygotowanie do służby dyplomatycznej na Papieskiej Akademii Kościelnej. W latach 1999–2013 pracował w dyplomacji watykańskiej (m.in. w nuncjaturach na Malcie, na Madagaskarze oraz w Bośni i Hercegowinie).
3 lipca 2013 papież Franciszek mianował go ordynariuszem diecezji Fajsalabad. Sakry udzielił mu 1 listopada 2013 kardynał Fernando Filoni.
8 grudnia 2017 został mianowany biskupem Islamabadu-Rawalpindi oraz podniesiony do godności arcybiskupa ad personam. 10 lutego 2018 kanonicznie objął urząd.